# Distrito de Locarno
El distrito de Locarno (en italiano distretto di Locarno, antiguamente en alemán Landvogtei Luggarus) es uno de los ocho distritos del cantón del Tesino. La capital del distrito es la ciudad de Locarno.

## Geografía
Situado en la parte centro-occidental del cantón, el distrito de Locarno está localizado en la ribera norte del lago Mayor. Limita al noroeste con el distrito de Vallemaggia, al noreste con el de Leventina, al este con los de Bellinzona y Riviera, al sureste con el de Lugano, y al suroeste con las provincias de Verbano-Cusio-Ossola (IT-21) y Varese (IT-25).

## Historia
El distrito de Locarno ha tenido varias denominaciones en su historia: desde la Edad Media fue un pieve (gran parroquia) milanés, luego fue una bailía tras la conquista del Tesino por parte de los Confederados (1516-1798) y un distrito desde la creación del cantón del Tesino en 1803.
Al comienzo la parroquia englobaba el margen derecho del lago Mayor desde Ronco sopra Ascona, los valles Maggia, Onsernone y Verzasca, los Centovalli, la meseta del Magadino hasta Cugnasco y Contone, así como el Gambarogno. La parroquia fue dividida en siete vicariatos rurales: Locarno, Ascona, Loco, Vira, Cevio, Maggia y Vogorno. La formación de parroquias comenzó antes del año 1000. La parroquia de Locarno perteneció a la archidiócesis de Milán hasta el 1002/1004, y luego a la diócesis de Como, salvo enter 1582 y 1588, cuando fue encargada a la diócesis de Novara. La iglesia parroquial era San Víctor de Muralto. 
La pieve de Locarno fue atribuida por los Lombardos (después del 569) al distrito de Stazzona, en el ducado de Milán. En el 866 es mencionada una corte real de Locarno, dirigida por un gastaldus. Luego hizo parte del marquezado de Lombardía creado por Guy de Spoleta; más tarde, el obispo de Como la avasalla a la familia noble Da Besozzo. En 1164, Federico I Barbarroja da un nuevo mercado y confirma a los nobles sus títulos de capitanes y su disfrute del honor (derecho a recibir impuestos) y del districtus (derecho a administrar la justicia). En 1186 otorga la inmediatez imperial.
De 1249 a 1318 la región fue dominada alternativamente por la comuna de Como y por el condottiere milanés Simone Orelli. En 1342 la comuna fue conquistada por Milán. En 1411 los valles Maggia, Verzasca y Mergoscia se unieron en una comunidad independiente, la supremacía milanesa fue restablecida en 1422 por el conde Filippo Maria Visconti. En 1495 Francia ofrece la región a los Suizos a cambio de ayuda militar contre Milán. El pacto no fue respetado, sin embargo la región fue cedida por Luis XII de Francia tras la batalla de Novara.
La Paz de Friburgo (1516) confirmó a los Confederados la posesión de Lugano, bailía común de los XII cantones. En 1798, los cantones soberanos dieron la libertad a la bailía de Locarno, que aceptó la Constitución helvética y fue incorporado en el cantón de Lugano. El actual distrito fue creado con la constitución del cantón del Tesino, establecida mediante el Acta de Mediación. El territorio del distrito corresponde exactamente al de la bailía, y estuvo formado en un principio por 47 comunas.

## Comunas
| Circolo di Gambarogno | Circolo di Gambarogno  | Circolo di Gambarogno | Circolo di Gambarogno |
| Comuna                | Población (31.12.2014) | Superficie en km²     |                       |
| --------------------- | ---------------------- | --------------------- | --------------------- |
| Gambarogno8           | 5060                   | 11,9                  |                       |
| Total                 | 5060                   | 51,7                  |                       |

| Circolo dell'Isolle | Circolo dell'Isolle    | Circolo dell'Isolle | Circolo dell'Isolle |
| Comuna              | Población (31.12.2014) | Superficie en km²   |                     |
| ------------------- | ---------------------- | ------------------- | ------------------- |
| Ascona              | 5429                   | 5,0                 |                     |
| Brissago            | 1800                   | 17,8                |                     |
| Losone              | 6534                   | 9,5                 |                     |
| Ronco sopra Ascona  | 630                    | 5,0                 |                     |
| Total               | 14.426                 | 37,3                |                     |

| Circolo di Locarno | Circolo di Locarno     | Circolo di Locarno | Circolo di Locarno |
| Comuna             | Población (31.12.2014) | Superficie en km²  |                    |
| ------------------ | ---------------------- | ------------------ | ------------------ |
| Locarno1           | 15 803                 | 19,4               |                    |
| Muralto            | 2778                   | 0,6                |                    |
| Orselina           | 754                    | 2,0                |                    |
| Total              | 18.696                 | 22,0               |                    |

| Circolo della Melezza | Circolo della Melezza  | Circolo della Melezza | Circolo della Melezza |
| Comuna                | Población (31.12.2014) | Superficie en km²     |                       |
| --------------------- | ---------------------- | --------------------- | --------------------- |
| Cavigliano            | Parámetro no válido    | 5,5                   |                       |
| Centovalli3,7         | Parámetro no válido    | 51,5                  |                       |
| Tegna                 | Parámetro no válido    | 2,9                   |                       |
| Verscio               | Parámetro no válido    | 3,1                   |                       |
| Total                 | 3722                   | 63,0                  |                       |

| Circolo della Navegna | Circolo della Navegna  | Circolo della Navegna | Circolo della Navegna |
| Comuna                | Población (31.12.2014) | Superficie en km²     |                       |
| --------------------- | ---------------------- | --------------------- | --------------------- |
| Brione sopra Minusio  | 523                    | 3,8                   |                       |
| Cugnasco-Gerra6       | 2887                   | 35,8                  |                       |
| Gordola               | 4530                   | 7,0                   |                       |
| Mergoscia             | 217                    | 12,2                  |                       |
| Minusio               | 7255                   | 5,9                   |                       |
| Tenero-Contra         | 2786                   | 3,7                   |                       |
| Total                 | 17.394                 | 68,4                  |                       |

| Circolo d'Onsernone | Circolo d'Onsernone    | Circolo d'Onsernone | Circolo d'Onsernone |
| Comuna              | Población (31.12.2014) | Superficie en km²   |                     |
| ------------------- | ---------------------- | ------------------- | ------------------- |
| Gresso              | 41                     | 11,1                |                     |
| Isorno5             | 317                    | 17,1                |                     |
| Mosogno             | 51                     | 8,6                 |                     |
| Onsernone4          | 246                    | 29,9                |                     |
| Vergeletto          | 60                     | 40,7                |                     |
| Total               | 792                    | 107,4               |                     |

| Circolo della Verzasca | Circolo della Verzasca | Circolo della Verzasca | Circolo della Verzasca |
| Comuna                 | Población (31.12.2014) | Superficie en km²      |                        |
| ---------------------- | ---------------------- | ---------------------- | ---------------------- |
| Brione (Verzasca)      | 190                    | 48,5                   |                        |
| Corippo                | 13                     | 7,7                    |                        |
| Frasco                 | 104                    | 25,8                   |                        |
| Lavertezzo             | 1293                   | 58,1                   |                        |
| Sonogno                | 91                     | 37,6                   |                        |
| Vogorno                | 277                    | 23,9                   |                        |
| Total                  | 1941                   | 200,7                  |                        |

### Modificaciones
- 18 de mayo de 1928: Reunión de la comuna de Solduno con la ciudad de Locarno.
- 212 de junio de 1929: Fusión de las comunas de Casenzano y Vairano en la nueva comuna de San Nazzaro.
- 36 de marzo de 1972: Reunión de la comuna de Rasa en la comuna de Intragna.
- 427 de junio de 1994: Fusión de las comunas de Crana, Russo y Comologno en la nueva comuna de Onsernone.
- 529 de enero de 2001: Fusión de las comunas de Auressio, Berzona y Loco en la nueva comuna de Isorno.
- 620 de abril de 2008: Fusión de las comunas de Cugnasco y Gerra (Verzasca) en la nueva comuna de Cugnasco-Gerra.
- 725 de octubre de 2009: Fusión de las comunas de Borgnone, Itragna y Palagnedra en la nueva comuna de Centovalli.
- 825 de abril de 2010: Fusión de las comunas de Caviano, Contone, Gerra (Gambarogno), Indemini, Magadino, Piazzogna, San Nazzaro, Sant'Abbondio y Vira (Gambarogno) en la nueva comuna de Gambarogno.

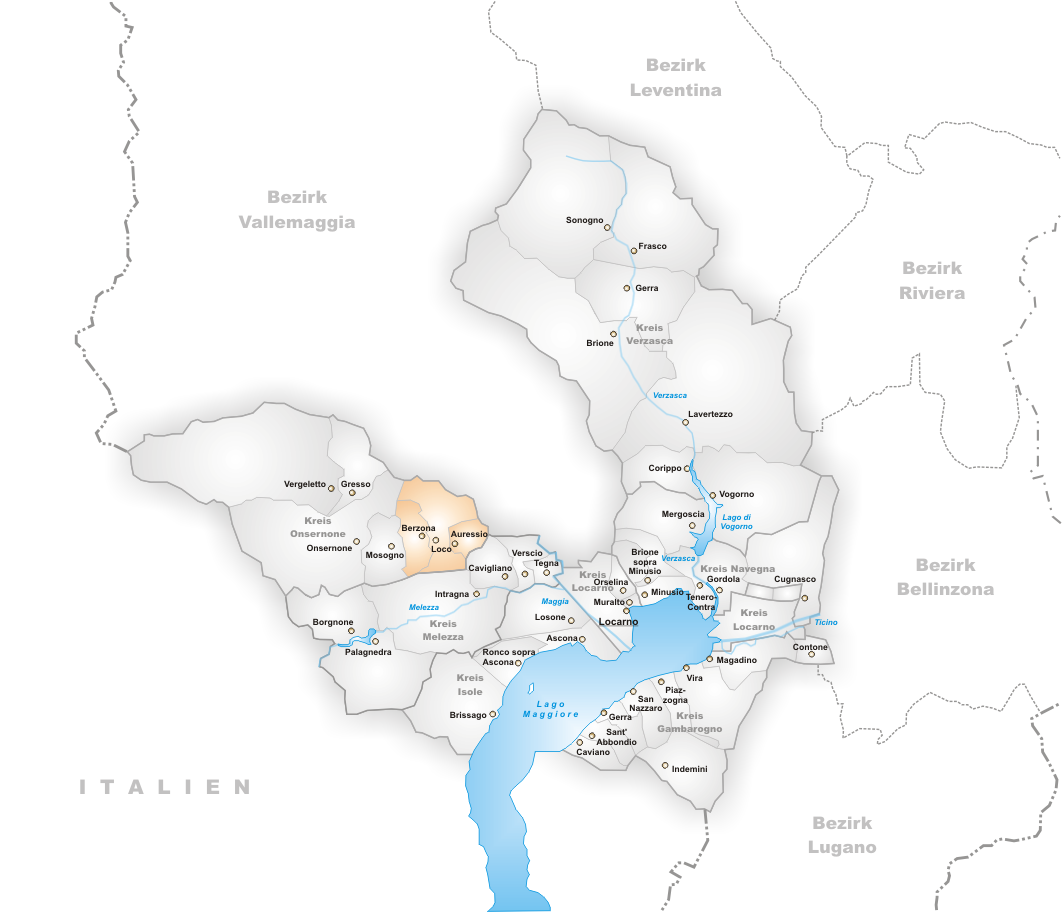
Comunas hasta 2001
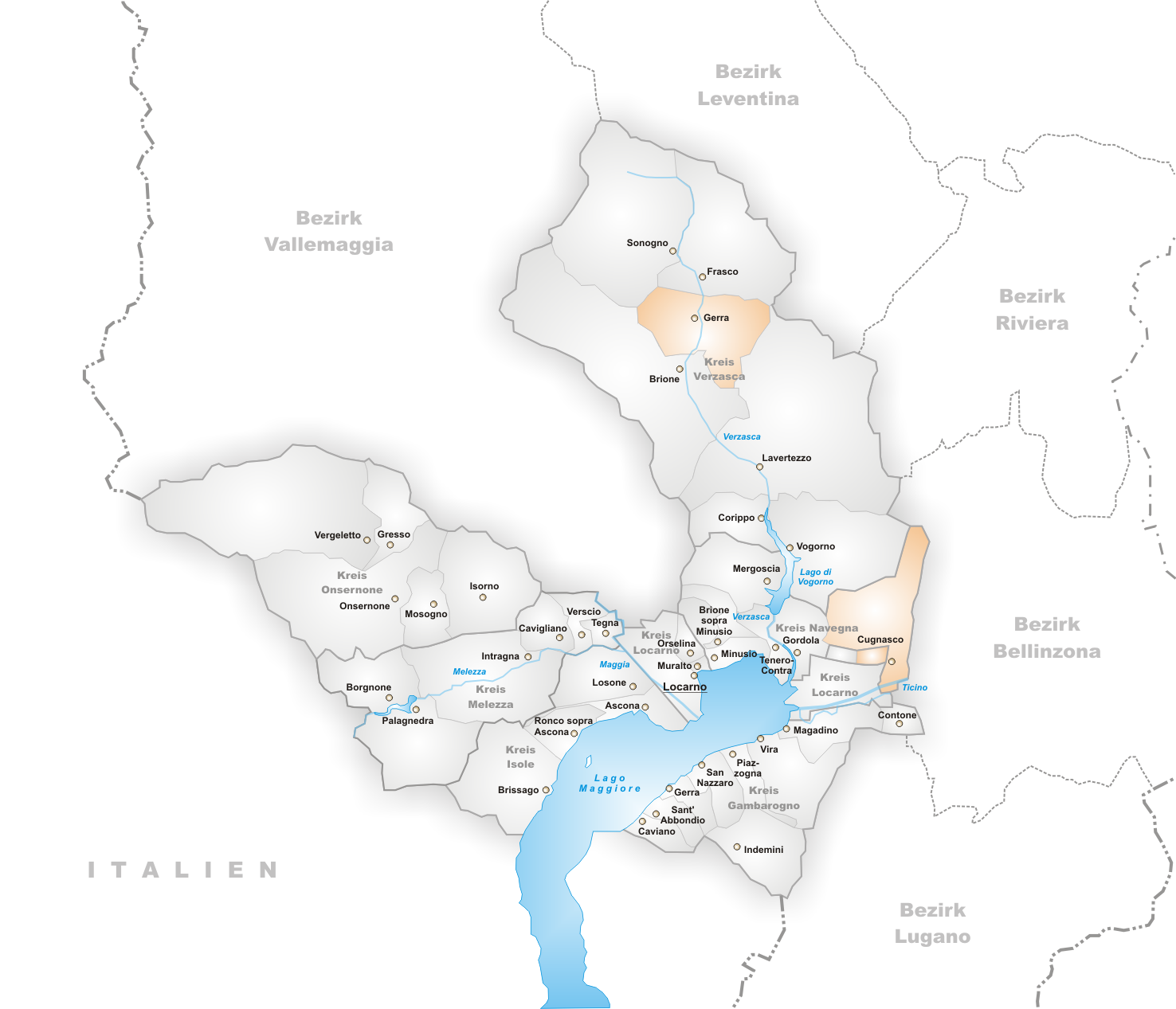
Comunas hasta 2008
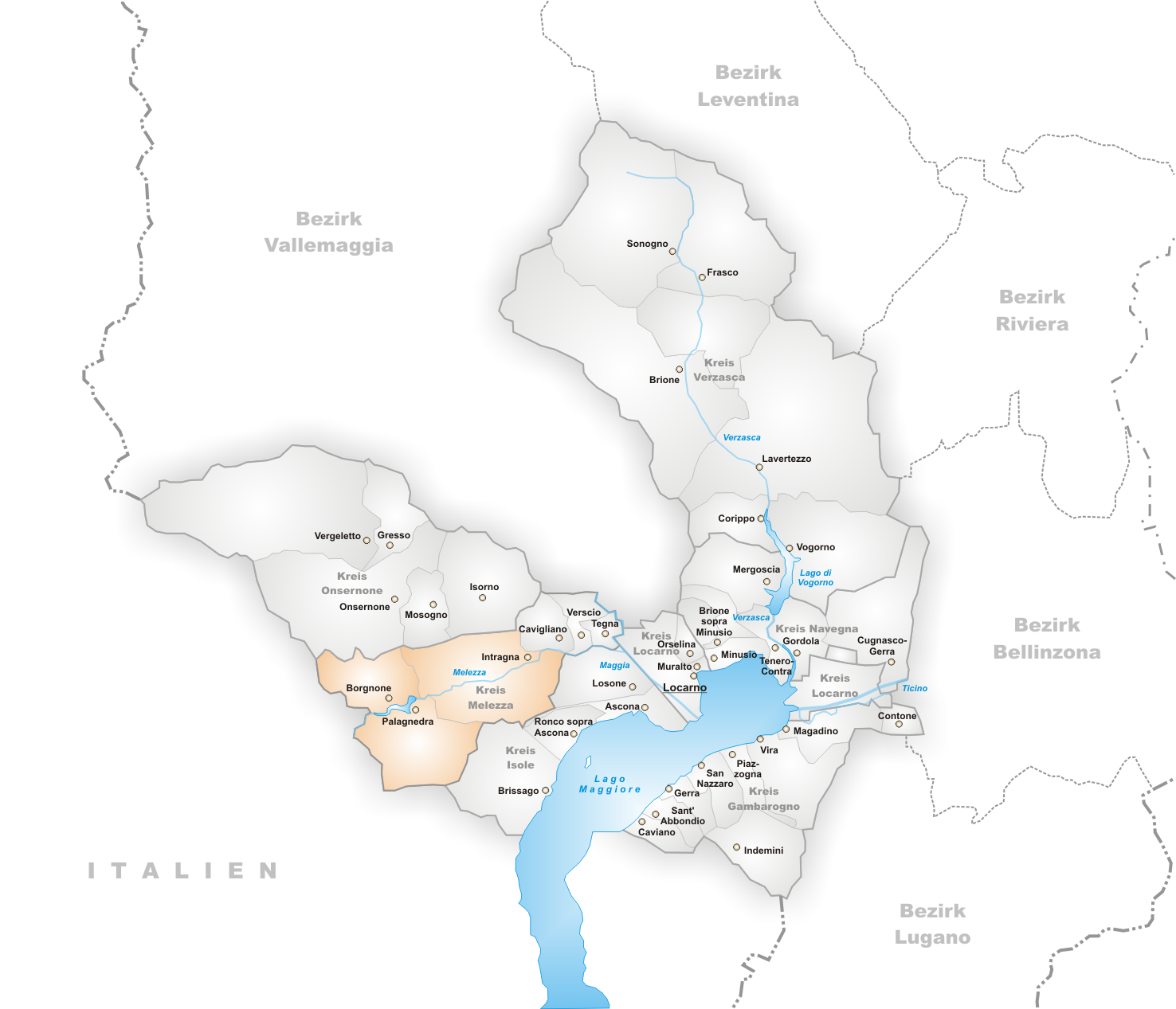
Comunas hasta 2009
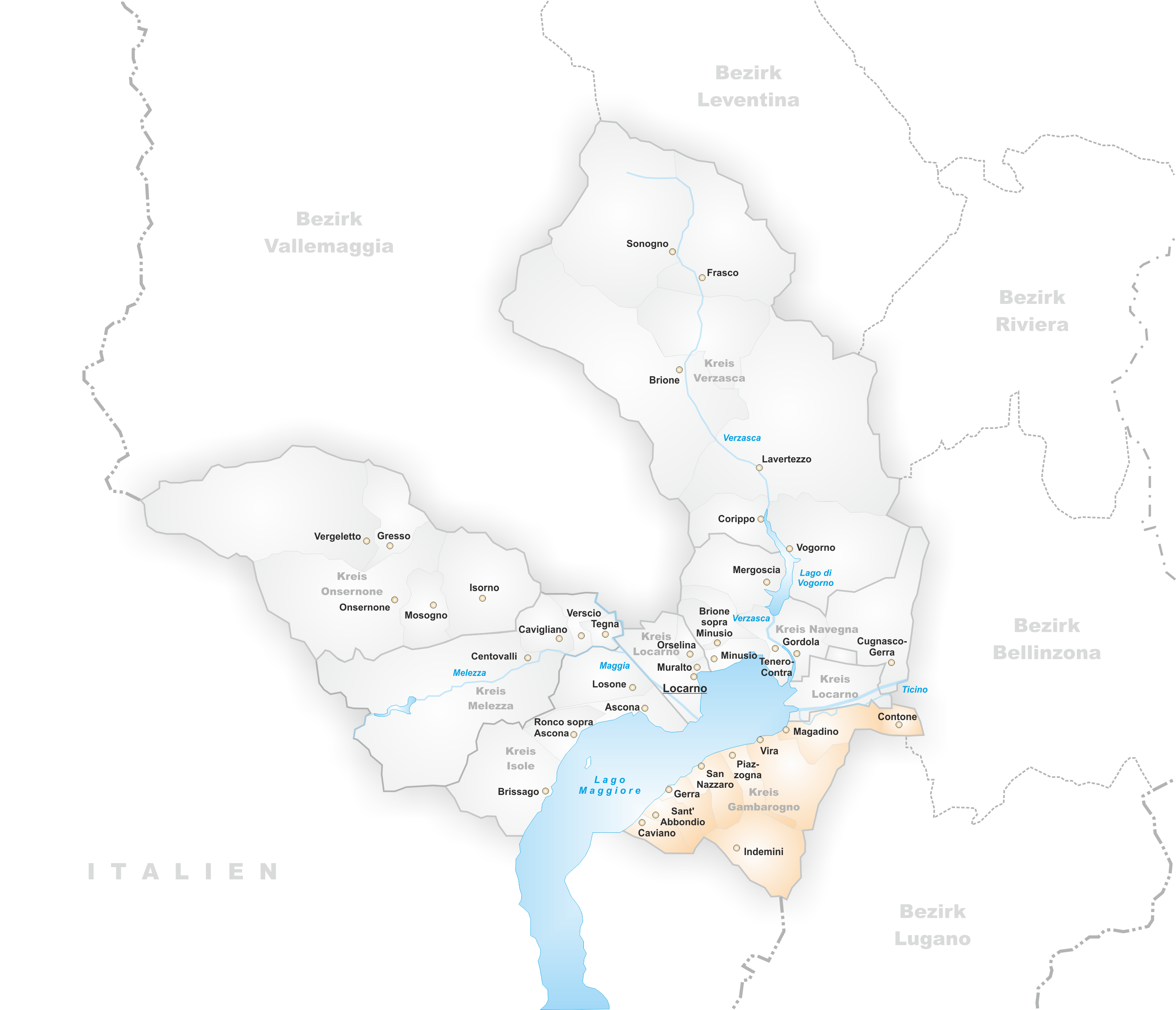
Comunas hasta 2010